# Hermann Mayer Salomon Goldschmidt
Hermann Mayer Salomon Goldschmidt, nemško-francoski astronom in slikar, * 17. junij 1802, Frankfurt na Majni, Nemčija, † 26. april 1866, Fontainebleau, Francija.

## Življenje in delo
Goldschmidt je večino življenja preživel v Franciji. Bil je sin judovskega trgovca. V Parizu je študiral umetnost in slikal. Nato se je začel zanimati za astronomijo.
Odkril je 14 asteroidov. Aprila 1861 je objavil odkritje devetega Saturnovega naravnega satelita med Titanom in Hiperionom. Imenoval ga je Hiron. Bil pa je v zmoti, saj naravni satelit ni obstajal. Danes se Hiron imenuje drugo nebesno telo, nenavadni asteroid/komet 2060 Hiron.
Prvi je leta 1820 objavil pojav senčnih obročev, ki se pojavijo nekaj minut pred popolnim Sončevim mrkom.

## Priznanja

### Nagrade
Kraljeva astronomska družba (RAS) mu je leta 1861 podelila Zlato medaljo.

### Poimenovanja
Po njem se imenuje krater Goldschmidt na Luni in asteroid 1614 Goldschmidt, ki ga je leta 1952 odkril A. Schmitt.
1. ↑  Benezit Dictionary of Artists — OUP, 2006. — ISBN 978-0-19-977378-7
2. ↑  https://pantheon.world/profile/person/Hermann_Goldschmidt